# Motive în Lost
Există mai multe motive recurente în serialul de televiziune Lost, acestea neavând în general un impact direct asupra poveștii. Aceste elemente și referiri repetate extind substratul literar și filozofic al serialului.

## Albul și negrul
Culorile alb și negru, care în mod tradițional reflectă contrastul sau dualismul (ex:yin yang) apar frecvent în cadrul serialului. Dihotomia lor este expusă în episodul pilot al serialului - Locke îi explică asta lui Walt folosind o piesă albă și una neagră și spunând, "Doi jucători, două piese - una este albă, alta este neagră."
Culorile sunt deseori folosite pentru a reprezenta laturile ambigue sau contradictorii ale personalității personajului. În secvențele de început ale "Raised by Another," Locke apare ca o imagine amenințătoare  în coșmarul lui Claire despre copilul ei nenăscut, cu o pupilă neagră și una neagră. În "Deus Ex Machina," ochelarii pe care îi poartă Sawyer pentru a rezolva problema hipermetropiei sunt realizați din ramele a două perechi de ochelari: o ramă albă și una neagră.
În alte ocazii, culorile reprezintă conflicte între indivizi. În scena de sfârșit din "Collision," când Jack și Ana Lucia, în mod evident lideri ai facțiunilor lor, se înfruntă, Jack poartă alb și Ana Lucia poartă negru; în "The Long Con," Jack și Locke, imediat după o ceartă între ei doi, sunt văzuți purtând cămăși contrastante, unul albă și celălalt neagră. În aproape  toate ultimele episoade din sezonul 2, filozofiile opuse ale lui Locke și Mr. Eko sunt prezentate arătând cum unul dintre ei este alb (Locke), și celălalt este negru (Eko).
Oricum, în alte ocazii, culorile sunt utilizate în moduri neașteptate sau încă neexplicate -  ca în "House of the Rising Sun,"  când Jack găsește o pungă conținând  o piatră albă și una neagră pe o pereche de cadrave mumificate.

## Ochii
Referințe la ochi apar frecvent în Lost. Episodul pilot Lost începe cu un prim plan al ochilor lui Jack deschizându-se. Imaginea de deschidere a multor episoade din prima serie este un prim plan al unui ochi, de multe ori fiind vorba chiar de ochiul personajului ale cărui flashbackuri apar în episodul respectiv. În "Iepurele Alb" Locke face o referire la experiența sa în confruntarea cu misteriosul "sistem de securitate" al insulei spunând "M-am uitat în ochii insulei. Și ceea ce am văzut a fost ceva frumos". Mai târziu, în episodul "Crescut de Altul," Claire are un coșmar în care Locke apare cu ochi opaci, unul alb iar celălalt negru. Supraviețuitorii din coada avionului descoperă un ochi de sticlă într-o magazie abandonată a Inițiativei DHARMA, iar în episodul "Închisoarea," atunci când cu ajutorul luminii ultraviolete este descoperită harta buncărelor subterane, aceasta apare pentru un scurt moment reflectată în ochii lui Locke. Sezoanele doi și trei se deschid de asemenea cu un prim plan a unui ochi.

## Problemele familiale
Majoritatea personajelor principale au părinți denaturațil, în particular tații, care sunt ori absenți, ori recalcitranți, ori distructivi. Producatorul executiv al Lost, Carlton Cuse, spune că "problemele taților sunt din punct de vedere tematic o mare parte în serial". În principal, Locke devine victima trădării în episodul "Deus Ex Machina" de către ambii lui părinți naturali. Relația distrusă a lui Jack cu tatăl lui, chirurgul alcoolic Christian, este imboldul care îl determină să plece în Australia, la cererea mamei lui. Mama lui Sawyer are o aventură cu un escroc după ce descoperă acest lucru, tatăl lui o omoară, după care se sinucide. Kate îl omoară pe omul abuziv pe care l-a descoperit a fi tatăl ei biologic, după ce mult timp a crezut că era tatăl ei vitreg. Este forțată să ducă o viață de fugară după ce mama ei o denunță poliției. Aceste relații familiale tulburătoare au fost în mare parte explorate, aproape toți protagoniștii serialului au avut dificultăți serioase cu familiilor lor. În multe cazuri, felul cum supraviețuitorii s-au descurcat în această privință a dus la ajungerea lor pe insulă, iar titlul serialului, Lost, vrea să indice faptul că personajele sunt rătăcite atât fizic, cât și metaforic în propriile lor vieți.

## Literatura
Episoadele menționează sau includ chiar diverse opere literare, fapt ce reprezintă un punct de interes pentru fanii ce încearcă să le lege de Mitologia Lost. În timp ce unele cărți sunt interpretate din prisma personajelor serialului, asupra altora se fac referiri în discuții.
Sawyer apare des citind, inițial cărțile pe care le găsește printre rămăasitșițele avionului, obicei ce însă îi va provoca hipermetropia. În "Confidentul" își petrece timpul citind Corabia scufundată, o povestire despre un grup de iepuri ce încearcă să-și găsească o nouă crescătorie. Într-un alt episod, "Numere," Sawyer începe să citească O cută în timp, o carte fantastică pentru copii despre un grup de adolescenți ce își caută tatăl pierdut, ce conține însă aluzii religioase referitoare la lupta universală dintre lumină și întuneric. În "Întregul Adevăr," Sawyer citește Doamne ești acolo? Sunt eu, Margaret un roman pentru adolescenți despre mensturație, când Sun îi cere un test de sarcină. Întrebat despre această carte, Sawyer o definește ca "previzibilă".
Walt este văzut citind o carte de benzi desenate despre un urs polar, cu puțin timp înainte ca un urs polar adevărat să-i atace pe supraviețuitori în junglă.
Povestirile biblice și psalmii sunt adesea aduse în discuție de către Dl. Eko, ca spre exemplu povestea Regelui Josias (din 2 Regi, capitolele 22 și 23) pe care i-o expune lui Locke în "Ce a făcut Kate" și recitarea celui de-al 23-lea Psalm în episodul următor.
Cel de-al treilea polițist se poate vedea atunci când Desmond își face bagajele pentru a fugi din buncăr în "Orientarea". Craig Wright, ce a participat la scrierea scenariului episodului mai sus amintit, declara pentru "Chicago Tribune" că "Oricine va cumpăra cartea și o va citi va avea mai multe puncte de pornire pentru a construi teorii în ceea ce privește serialul. Va avea mult mai multe motive să speculeze asupra acestuia, dar, nu în ultimul rând, va avea ocazia să citească o carte cu adevărat bună."
În "Unul dintre Ei", bărbatul ce pretinde că este "Henry Gale" este capturat și închis de către supraviețuitori. Scenaristul Damon Lindelof declară că numele personajului face aluzie la unchiul lui Dorothy din Vrăjitorul din Oz.
Locke îi dă lui Gale un exemplar din Frații Karamazov a lui Fyodor Dostoyevsky în timp ce acesta este ținut prizonier în episodul "Concediu de maternitate". Gale îi cere însă un roman de Stephen King în schimb, deși într-un episod ulterior, Povestea a două orașe, se sugerează într-un flashback în care este discutată cartea lui King Carrie că lui Gale (Ben în episoadele ulterioare) nu-i place opera lui King.
Locke îi povestește lui Jack că Ernest Hemingway avea impresia că trăiește în umbra lui Dostoyevsky, poveste de care Gale profită pentru a face referire la relația dintre cei doi bărbați ce-l țin în captivitate.
Discuția dintre personaje face referiri din când în când la opere literare câteodata prin remarci spontane pentru a oferi un context intrigii. În "Iepurele Alb," John Locke are o discuție cu Jack, care crede că înnebunește deoarece aleargă după cineva care "nu este acolo". Locke face referire la acest fapt folosind sintagma "iepurele alb" din Alice în Țara Minunilor și face totodată și prima sa declarație referitoare la caracterul special al insulei: "Este oare halucinație Iepurele tău Alb? Probabil. Dar dacă tot ce se întâmplă aici se întâmplă cu un scop?"
Prietenul nostru comun de Charles Dickens este menționată în mod repetat de-a lungul episodului final al sezonului al-2-lea. Desmond spune că a citit toate cărțile lui Dickens cu excepția acesteia care dorește să fie ultima carte pe care să o citească înainte de moarte. Cartea reprezintă și ascunzătoarea sa pentru cheia pe care o folosește pentru a declanșa mecanismul ce dezactivează câmpul electromagnetic din buncăr.
Alte cărți la care se face referire sau sunt văzute în serial mai sunt: Inima Întunericului, Împăratul Muștelor, Îmblânzirea Scorpiei, Lancelot a lui Walker Percy, O apariție pe Podul Owl Creek și Epopeea lui Ghilgameș.

## Filosofia
Dupa cum au declarat scenariștii serialului, unele dintre personajele din Lost fac referire la filozofi cunoscuți, atât prin numele lor dar și prin legăturile existente între ei. Cele mai clare exemple în acest sens sunt John Locke și Danielle Rousseau numiți așa după filozofii cu același nume ce au teoretizat contractul social și au discutat relația dintre natură și civilizație.
Personajul Locke face aluzie la filozoful englez omonim, John Locke, ce susținea teoria conform căreia în starea lor naturală, nealterată, toți oamenii sunt egali și au drepturi egale în pedepsirea infractorilor; pentru a asigura o judecată dreaptă pentru toată lumea au fost create guvernele pentru ca acestea să aplice legile în mod corect.  El susținea că oamenii se nasc cu mintea ca o "foaie goală" - tabula rasa ("tablă ștearsă") — fără să posede vreun fel de experiență sau vreun tip de cunoștință înnăscută și astfel, identitatea lor este practic o consecință a decizilor și a alegerilor lor în viață. Locke credea că statul ar trebui condus conform unei legi naturale.
Danielle Rousseau poartă numele filozoful elvețian Jean-Jacques Rousseau, ce susținea teoria conform căreia omul se naște ignorant și amoral, dar are simțul inerent al moralității. El afirmă că individul devine depravat datorită interacțiuniilor sale cu societatea. Conceptul său de sălbatic nobil se centrează pe ipoteza că un copil crescut în sălbăticie, fără legătură cu societatea și cultura umană, se va comporta după un cod de etică propriu creat numai de el însuși. Rousseau susținea că "omul s-a născut liber, însă oriunde ar fi, este prizonier" și a creat expresia "toți oamenii s-au născut egali".
În cel de-al doilea sezon apare personajul Desmond David Hume, ce poartă numele filozofului scoțian David Hume, influențat de către John Locke. Hume este cunoscut pentru scepticism, dar și pentru critica sa adusă metodei inductive. Hume a evidențiat că nu există nicio necesitate logică în a crede că ceva se va întâmpla în viitor doar bazat pe experiența trecutului. El susținea că miracolele sunt prin definiție o violare a legilor naturii și astfel există o foarte mică probabilitate ca acestea să se producă. Totuși tot el este cel ce susține că este posibil ca dacă nu se cunosc la perfecție legile naturii atunci un fenomen să pară miraculos chiar dacă de fapt este perfect explicabil și logic.
Serialul face referiri și la filozofia orientală. Inițiativa DHARMA folosește un acronim ce se referă la Dharma, "calea adevărului absolut" în religii precum Hinduismul, Budismul și Taoismul. Simbolul folosit de către grupare se numește bagua, un cerc al echilibrului folosit frecvent în feng shui.